# Iaroslavl

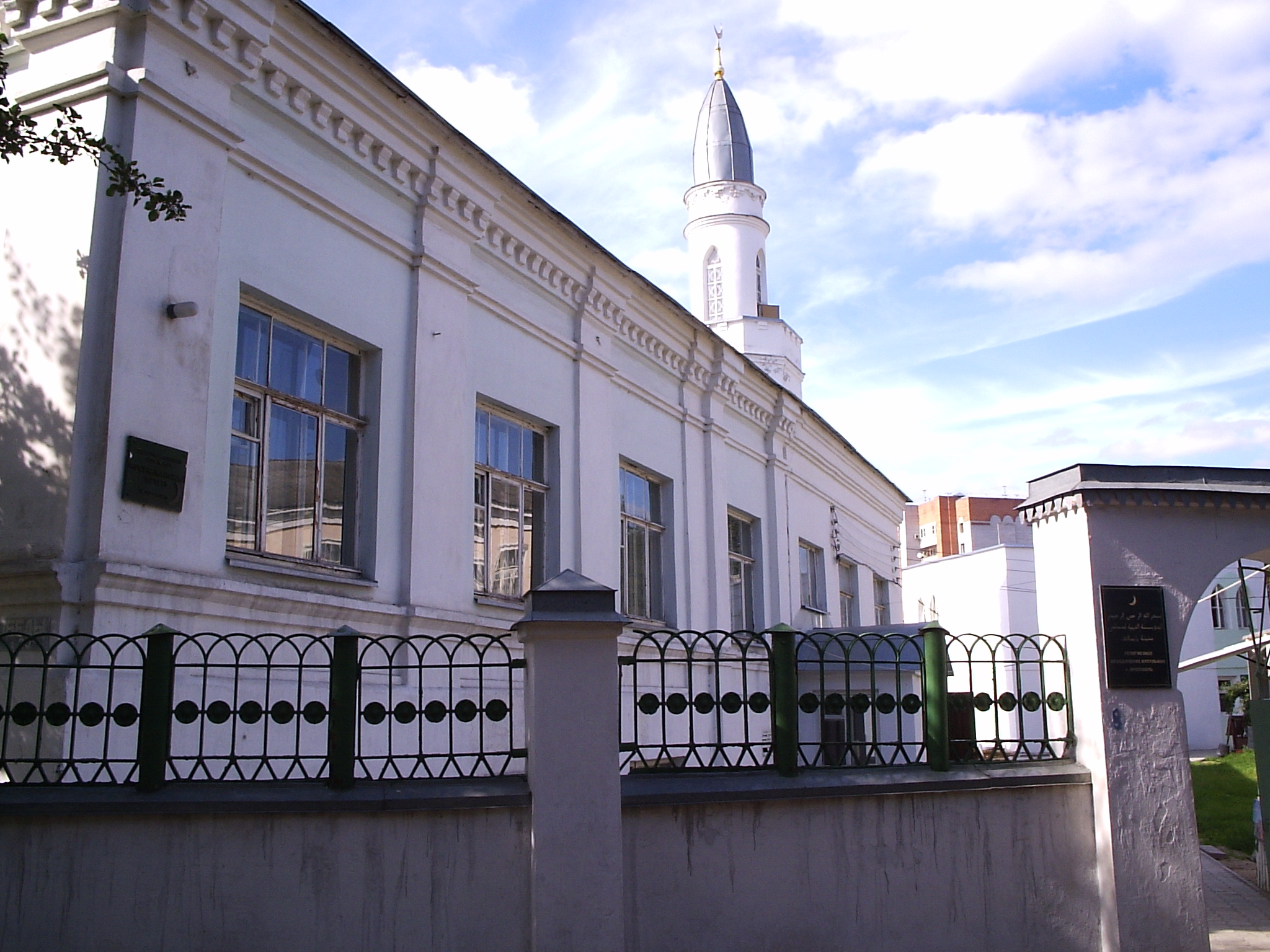
Mesquita em Iaroslavl

A cidade de Iaroslavl ou Yaroslavl (russo:  Ярослáвль; IPA: [jɪrɐˈsɫavlʲ]) situa-se a norte de Moscovo é a capital do oblast com o mesmo nome. Contava em 2002 com 635.600 habitantes. Foi fundada no início do século XI pelo grão-príncipe de Quieve Jaroslau, o Sábio, na confluência dos rios Volga e Kotorosl. Nos séculos XVI e XVII foi o primeiro porto do Volga e a segunda cidade da Rússia em importância. Destaque para a igreja do Profeta Elias, do século XVII, e para o Mosteiro da Transfiguração do Salvador, fundado no século XII e um dos mais importantes do país no século XVI.

## Esporte
A cidade de Iaroslavl é a sede do Estádio Shinnik e do FC Shinnik Iaroslavl, que participa do Campeonato Russo de Futebol.. Outro clube é o FC Neftyanik Iaroslavl, que joga no Estádio Slavneft..